# 飾東バスストップ
飾東バスストップ（しきとうバスストップ）は、兵庫県姫路市飾東町山崎に位置する山陽自動車道のバス停。
三ノ宮 - 岡山線各停便が停車していたが、2005年8月25日ダイヤ改正以降1日1往復しか停車しなくなった。その後2020年9月1日からは運休となり、2021年4月1日からは各停便の設定もなくなったため停車する路線はなくなった。ちなみに大阪空港 - 姫路駅の路線は途中八多・淡河・志染・久留美には停車するが、当バスストップには停車しない。また、日中は多くの高速バスが通過するが停車しない。

## 停車する路線
なし

## 過去に停車していた路線
- 三ノ宮 - 岡山（神姫バス 三ノ宮 - 岡山）：2020年8月31日まで

## アクセス
- 神姫バス 71・73系統 飾東山崎バス停（国道372号）

## 隣
E2 山陽自動車道
権現湖PA/BS - (5) 加古川北IC - 飾東BS - (6) 山陽姫路東IC - 白鳥PA/BS